# Arrondissement de Nienburg/Weser
L'arrondissement de Nienburg/Weser est un arrondissement  ("Landkreis" en allemand) de Basse-Saxe  (Allemagne).
Son chef-lieu est Nienburg/Weser.

## Démographie
| Année      | 1933    | 1939    | 1950    | 1960    | 1970    | 1980    | 1990    | 1995    | 2000    |
| ---------- | ------- | ------- | ------- | ------- | ------- | ------- | ------- | ------- | ------- |
| Population | 64 271  | 65 497  | 115 550 | 97 100  | 102 500 | 113 700 | 116 880 | 124 065 | 125 938 |
| Année      | 2002    | 2005    | 2007    | 2008    | 2009    | 2010    | 2011    | 2012    | 2013    |
| Population | 126 167 | 125 870 | 124 895 | 123 881 | 122 989 | 122 206 | 122 225 | 120 225 | 119 848 |

(au 31 décembre à partir de 1990),,,
|  |

## Villes, communes & communautés d'administration
Agglomérations (nombre d'habitants en 2006)
1. Nienburg/Weser, ville, commune autonome (32 659)
2. Rehburg-Loccum, ville [siège: Bad Rehburg] (10 876)
3. Steyerberg, bourg (5 370)
4. Stolzenau (7 527)

Communautés de communes et leurs membres 
Siège de la Communauté *
| - 1. Communauté du comté de Hoya (11 247) 1. Bücken, villages (2 289) 2. Eystrup (3 478) 3. Gandesbergen (481) 4. Hämelhausen (591) 5. Hassel (1 868) 6. Hilgermissen (2 201) 7. Hoya, ville * (3 877) 8. Hoyerhagen (1 188) 9. Schweringen (852) 10. Warpe (840) | - 2. Samtgemeinde Heemsen (6 256) 1. Drakenburg, Flecken (1 753) 2. Haßbergen (1 588) 3. Heemsen (1 816) 4. Rohrsen * (1 099) - 3. Samtgemeinde Liebenau (6 317) 1. Binnen (1 077) 2. Liebenau, villages * (3 923) 3. Pennigsehl (1 317) - 4. Samtgemeinde Marklohe (8 528) 1. Balge (1 859) 2. Marklohe * (4 491) 3. Wietzen (2 178) | - 5. Samtgemeinde Mittelweser (8 937) 1. Estorf (1 807) 2. Husum (2 280) 3. Landesbergen * (3 048) 4. Leese (1 802) - 6. Samtgemeinde Steimbke (7 823) 1. Linsburg (1 010) 2. Rodewald (2 693) 3. Steimbke * (2 683) 4. Stöckse (1 437) - 7. Samtgemeinde Uchte (15 360) 1. Diepenau, Flecken (4 186) 2. Raddestorf (2 088) 3. Uchte, villages * (5 514) 4. Warmsen (3 572) |

## Économie et infrastructures

### Industrie
L’arrondissement de Nienburg-an-der-Weser, fort de 4900 PME, possède un secteur industriel diversifié. Outre les nombreuses entreprises familiales du secteur de l'artisanat, ses points forts sont la pâte à papier, la verrerie, l'industrie chimique, l’agroalimentaire, la logistique et les messageries, la construction mécanique et les énergies renouvelables ; mais l'agriculture contribue tout autant à l'économie de la région (asperges notamment). L'association WIN GmbH s'efforce de promouvoir l’économie de l'arrondissement. 
La ville de Nienburg concentre les stocks de fourrage et la verrerie. La présence de la Bundeswehr y constitue également un facteur commercial favorable. La ville possède aussi quelques usines de produits chimiques.

### Établissements hospitaliers
À Nienburg et Stolzenau se trouvent des antennes du groupement des « Cliniques de la Moyenne-Weser » (Mittelweser-Kliniken), membre de Rhön-Klinikum. En revanche l'hôpital de Hoya a dû fermer.

### Trafic
Transport fluvial
L’arrondissement est traversé du Nord au Sud par la Weser canalisée.
Route
L’arrondissement de Nienburg est traversé par les routes fédérales suivantes :
- B 6 Cuxhaven–Görlitz (via Bremerhaven, Brême et Hanovre)
- B 61 (Bassum–Rheda-Wiedenbrück)
- B 209 (Rohrsen-Schwarzenbek)
- B 214 (Lingen–Brunswick)
- B 215 (Rotenburg–Raddestorf)
- B 441 (Uchte–Hanovre)
- B 482 (Leese–Porta Westfalica-Vennebeck)

L’arrondissement reste à l'écart des grandes liaisons autoroutières, étant donné que les projets de la A 32 (Nienburg-Helmstedt) et de la A 35 (Nienburg-Bielefeld) n'ont jamais pu aboutir. Les autoroutes les plus proches sont l'A 7 et l'A 27, à environ 10 km de l'arrondissement.